# Kermia sagenaria
Kermia sagenaria is een slakkensoort uit de familie van de Raphitomidae. De wetenschappelijke naam van de soort is voor het eerst geldig gepubliceerd in 1980 door Rehder.